# كارثة مطار لوجان الدولي
كارثة مطار لوجان الدولي تصادم طائرة إيرباص إيه 330-301 التابعة لأير لينغس الرحلة 132 بطائرة بوينغ 737-307B التابعة ليو إس إيرويز الرحلة 1170 في مطار لوجان الدولي ببوسطن في الولايات المتحدة في 9 يونيو 2005 ونجا جميع الركاب وطاقم الطائرتين البالغ عددهما 381 شخصا ولم يكن هناك جرحي ووفيات.